# Backsvalor
Backsvalor (Riparia) är ett fågelsläkte i familjen svalor inom ordningen tättingar. Släktet omfattar numera oftast sex arter med utbredning i stora delar av Europa, norra Asien, Afrika och Nordamerika:
- Kongobacksvala (R. congica)
- Backsvala (R. riparia)
- Blek backsvala (R. diluta)
- Orientbacksvala (R. chinensis)
- Madagaskarbacksvala (R. cowani)
- Brunstrupig backsvala (R. paludicola)

Traditionellt placeras även bandsvala i släktet, men DNA-studier visar att den troligen står närmare släktet Phedina. Arten lyfts därför allt oftare ut i ett eget släkte Neophedina.